# Guillaume Balay
Pour les articles homonymes, voir Balay.
Guillaume Balay, né le 30 avril 1871 à Crozon et mort le 13 décembre 1943 à Ploujean (aujourd'hui Morlaix), est un chef de musique militaire et compositeur français.

## Biographie
Guillaume Balay naît le 30 avril 1871 à Crozon, au sein d'une famille nombreuse. Son père, instituteur, l'initie à la musique,.   
En 1889, il s'engage dans l'armée, à la musique du 19e R.I., à Brest. En 1892, il passe au 5e R.I., à Caen,.  
Guillaume Balay étudie le cornet à pistons au Conservatoire de Paris, où il obtient en 1894 un 1er prix à l'unanimité dans la classe de Jean-Joseph Mellet, et où il est également élève de Paul Vidal en harmonie et de Vincent d'Indy en composition,.  
En 1894, il est reçu sous-chef de musique et rejoint le 119e R.I. à Courbevoie,.  
En 1898, il est reçu chef de musique. Il est nommé au 154e R.I. à Bar-le-Duc en 1900, puis en 1904 au 72e R.I. à Amiens, formation avec laquelle il obtient un 1er prix d'honneur au Concours de musiques militaires de Caen en juillet 1908,.  
En 1911, Guillaume Balay remporte le concours de Chef de musique de la Garde républicaine, où il succède à Gabriel Parès. Il occupe la direction musicale de la formation jusqu'en 1927, date de sa retraite,.     
De retour à la vie civile, il dirige quelques années durant la Fanfare Champenoise de la Marne avant de se retirer dans son Finistère natal, à Ploujean, où il meurt le 13 décembre 1943,.     
Guillaume Balay a transcrit plusieurs œuvres de ses contemporains pour orchestre d'harmonie, des pages de Florent Schmitt, Claude Debussy et Maurice Ravel, notamment, et est l'auteur d'orchestrations de partitions d'André Caplet (Douaumont), Camille Saint-Saëns (Marche interalliée) et Gabriel Fauré (Chant funéraire). Il a aussi écrit des méthodes pour trompette et cornet à pistons, et, comme compositeur, est l'auteur de pièces de musique de chambre ainsi que des marches militaires, ouvertures et pièces originales pour orchestre d'harmonie,.     

## Œuvres
Parmi ses œuvres, figurent notamment :
- Armorique, rapsodie bretonne en 4 parties (éd. H. Schoenaers-Millereau, 1914) ;
- Albert de Belgique, marche pour harmonie et fanfare, avec chant ad libitum (éd. H. Schoenaers-Millereau, 1915) ;
- Au pays lorrain, ouverture ;
- La plainte du clocher (éd. Leduc) ;
- L'Aurore sur la forêt, pièce pour quintette à vent avec cor principal (éd. Buffet-Crampon, 1931) ;
- La Vallée silencieuse, pour quintette à vent avec flûte principale (éd. Leduc) ;
- Petite suite miniature dans le style du XVIIIe siècle, pour quintette à vent (éd. Leduc) ;
- Chanson du forestier, pour cor et piano (éd. Leduc) ;
- Échos d'Armor, pièce pour hautbois et piano (éd. Evette et Schaeffer, 1923) ;
- Cloches d'Arvor, chant breton, pour chant et piano, paroles du compositeur (éd. Durand, 1934) ;
- Prélude et ballade, pour cornet (ou saxhorn ou trompette) et piano (éd. Leduc, 1912) ;
- Andante et allegro, pour cornet (ou saxhorn ou trompette) et piano (1912) ;
- Petite pièce concertante, pour cornet (ou saxhorn ou trompette) et piano (morceau de concours du Conservatoire National de Musique de Paris, 1919), dédiée aux étudiants de la classe du professeur Alexandre Petit ;
- Pièce de concours, pour cornet (ou trompette) et piano, (morceau de concours du Conservatoire de Paris, éd. Leduc, 1913).